# 迪斯伍德 (伊利諾伊州)
迪斯伍德（英語：Diswood）是位於美國伊利諾伊州亞歷山大縣的一個非建制地區。該地的面積和人口皆未知。

## 地理
迪斯伍德的座標為37°13′53″N 89°19′22″W / 37.23139°N 89.32278°W，而該地的平均海拔高度為110米（即361英尺）。